# آبگرم (آوج)
آبگرم شهری از توابع شهرستان آوج در استان قزوین است.

## مردم
مردم این شهر به زبان ترکی آذربایجانی سخن می‌گویند. طبق آخرین سرشماری جمعیت این شهر حدود ۶۴۰۰ نفر است.

## مکان‌های تاریخی و گردشگری

### چشمه‌های آبگرم
شهر آبگرم از دیرباز با چشمه‌های آبگرم طبیعی شناخته شده است. آب گرم این چشمه‌ها از دل کوه‌های خرقان بصورت طبیعی می‌جوشد و در برخی نقاط به سطح زمین می‌آید. در حال حاضر استخر آبگرم طبیعی این شهر پذیرای مسافران است.

### تفرجگاه علی‌بولاغی
این مکان دیدنی در حدفاصل روستاهای مصرآباد و ارتش آباد قرار دارد و یکی از مقاصد طبیعت‌گردی آبگرم به شمار می‌رود. 

### غار قلعه‌کرد
غار قلعه‌کرد در دهستان حصار از توابع آبگرم قرار دارد و از مهم‌ترین محوطه‌های پارینه‌سنگی در ایران و خاورمیانه است. ورود به داخل این غار بدون تجهیزات تخصصی صخره‌نوردی امکان‌پذیر نیست. دو فصل کاوش در این محوطه انجام شد. در پی نخستین فصل کاوش‌های باستان‌شناختی در این مکان از شهریور ماه سال ۱۳۹۶، بر اساس یافته‌هایی مانند سر پیکان‌های دوره موستری، سر پیکان‌ها و سنگ‌ابزارهای برداشت شده، پیشینه سکونت در این غار در توالی بین ۴۰ تا ۲۰۰ هزار سال برآورد شد. فصل دوم کاوش غار قلعه‌کرد در سال ۱۳۹۸ منجر به کشف دندان کودک انسان نئاندرتال با قدمت ۱۵۵ هزار سال پیش بود که این دندان اکنون در موزه قزوین برای بازدید همگانی قرار دارد. نتایج مقدماتی سن‌سنجی مطلق مواد فرهنگی غار قلعه‌کرد به دو روش تشدید چرخش الکترون (ESR) و اورانیوم-توریم حاکی از سنی فراتر از ۴۰۰ هزار سال برای نهشته‌های فرهنگی این محوطه است که این سن، غار قلعه‌کرد را مبدل به قدیمی‌ترین سکونتگاه بشر در ایران کرده‌است. این قدمت ۴۰۰ هزار ساله در کنار دست‌افزارهای سنگی به‌دست آمده از این غار، حاکی از این است که غار قلعه‌کرد، پیش از انسان نئاندرتال نیز محل سکونت گونه‌های دیگر انسانی مانند انسان هایدلبرگی یا احتمالاً نوعی از انسان راست‌قامت بوده‌است. همچنین بقایای دو نوع اسب پیش از تاریخی منقرض‌شده، گوزن، خرس قهوه‌ای و کرگدن در آثار این محوطه باستانی شناسایی شده‌است.. ارتفاع غار قلعه‌کرد از سطح دریا حدود ۲۰۶۴ متر است. پس از عبور از دهانه غار و فرود از یک چاه‌راه پانزده متری، تالاری به وسعت بیش از هزار مترمربع وجود دارد که دارای چکیده‌ها و چکنده‌های آهکی است. رطوبت بالا، نقاشی‌های دیواری و حوضچه‌های آب، از مهم‌ترین ویژگی‌های غار قلعه‌کرد است. قدمت این غار به دوره الیگو-میوسن و دوران سوم زمین‌شناسی می‌رسد که تا چهل میلیون سال پیش تخمین زده می‌شود.

### غار عباس‌آباد
غارهای عباس‌آباد در سمت راست به سمت قزوین و بعد از حدود ۴ کیلومتر در کوهی منفرد به ارتفاع حدود ۳۰۰ متر از زمین‌های اطراف قرار دارد. دهانه دو غار مشهور به غارهای عباس‌آباد، مشرف به رودخانه خَرِّه رود و در ارتفاع ۱۵۵۰ متری سطح دریا قرار دارند. دهانه‌ها حدود ۲۰۰ متر از یکدیگر فاصله دارند. مختصات این غارها عبارتند از: ۳۵/۴۱/۴۳ درجه عرض شمالی و ۴۹/۱۸/۱۰ طول شرقی.